# II liga polska w piłce siatkowej mężczyzn (2013/2014)
II liga polska w piłce siatkowej mężczyzn 2013/2014 – 24. edycja ligowych rozgrywek siatkarskich trzeciego szczebla, organizowanych przez Polski Związek Piłki Siatkowej pod nazwą II liga.

## System rozgrywek
Zmagania toczą się potrójnie:
1. Etap I (dwurundowa faza zasadnicza) – przeprowadzona w formule ligowej, systemem kołowym (tj. "każdy z każdym - mecz i rewanż"), rozpoczęta jesienią 2011 roku meczami 1 kolejki, a zakończona w marcu. Miała na celu wyłonienie dwóch grup: walczącej o awans do I ligi i walczącej o utrzymanie się w II lidze polskiej.
2. Etap II (podział na dwie grupy) – 4/5 najlepszych zespołów w każdej grupie walczy w grupie mistrzowskiej oraz w grupie o utrzymanie w lidze z odpowiednimi punktami za zajęte miejsca w poprzedniej rundzie (1. miejsce - 9 pkt., 2. - 6 pkt., 3. - 3 pkt., 4. - 1 pkt., 5. - 0 pkt.). Dwie najlepsze drużyny przechodzą do turnieju półfinałowego, a najgorsza z grupy spadkowej spada z II ligi.
3. Etap III (turniej półfinałowy) – Turnieje półfinałowe z udziałem 12 najlepszych drużyn podzielonych na 3 grupy; w pierwszej zmierzą się zespoły z grup 1 i 2, w drugiej - 3 i 4, w trzeciej 5 i 6. Do turnieju finałowego awansują po dwie najlepsze drużyny z każdej grupy.
4. Etap IV (turniej finałowy) – 6 drużyn podzielonych jest na 2 grupy, do finałów awansują dwie najlepsze, gdzie rywalizują ze sobą metodą krzyżową. Zwycięzcy finałów awansują bezpośrednio do I ligi.

## Drużyny uczestniczące

### Grupa 1
Grupę 1 tworzy 8 klubów siatkarskich z województw: woj. lubuskiego, woj. zachodniopomorskiego, woj. wielkopolskiego.
| | Uczestnicy poprzedniej edycji            |    |
| --- | ---------------------------------------- | -- |
| SZC | Morze Bałtyk Szczecin                    | 4  |
| SUL | STS Olimpia Sulęcin                      | 6  |
| GOR | Rajbud Meprozet GTPS Gorzów Wielkopolski | 7  |
| MIĘ | KS Orzeł Międzyrzecz                     | 8  |
| ŚWI | LO MS Świnoujście                        | 9  |
| | Spadek z I ligi                          |    |
| POZ | AZS UAM Poznań                           | 11 |
| | Awans z III ligi                         |    |
| WIL | LUKS Wilki Wilczyn                       |    |
| SUL | Orion Sulechów                           |    |
| Oznaczenia: - kolumna pierwsza – skróty nazw drużyn wpisane na mapie (jeśli ta została zamieszczona), - kolumna trzecia – miejsce zajęte przez daną drużynę w poprzednim sezonie. |                                          |    |

### Grupa 2
Grupę 2 tworzy 8 klubów siatkarskich z województw: woj. lubuskiego, woj. dolnośląskiego.
| | Uczestnicy poprzedniej edycji |    |
| --- | ----------------------------- | -- |
| ŻAG | WKS Sobieski ARENA Żagań      | 3  |
| WAŁ | TS Victoria PWSZ Wałbrzych    | 5  |
| ZG | KU AZS UZ Zielona Góra        | 5  |
| WRO | Gwardia Wrocław               | 8  |
| BIE | KS Bielawianka Bester Bielawa | 11 |
| | Awans z III ligi              |    |
| NS | MKST Astra Nowa Sól           |    |
| GŁO | SPS Chrobry Głogów            |    |
| OŁA | MKS Olavia Oława              |    |
| Oznaczenia: - kolumna pierwsza – skróty nazw drużyn wpisane na mapie (jeśli ta została zamieszczona), - kolumna trzecia – miejsce zajęte przez daną drużynę w poprzednim sezonie. |                               |    |

### Grupa 3
Grupę 3 tworzy 9 klubów siatkarskich z województw: woj. kujawsko-pomorskiego, woj. wielkopolskiego, woj. łódzkiego.
| | Uczestnicy poprzedniej edycji    |    |
| --- | -------------------------------- | -- |
| RZE | LKS CARO Rzeczyca                | 1  |
| KAL | MKS Kalisz                       | 2  |
| ŁÓD | AKS UŁ Łódź                      | 4  |
| RZĄ | LKS Czarni Wirex Rząśnia         | 7  |
| SMS | SMS PZPS Spała                   | 10 |
| CZE | Exact Systems Norwid Częstochowa | 12 |
| | Awans z III ligi                 |    |
| OZO | MKS Bzura Ozorków                |    |
| TMA | Lechia Tomaszów Mazowiecki       |    |
| OW | SL Salos Ostrów Wielkopolski     |    |
| Oznaczenia: - kolumna pierwsza – skróty nazw drużyn wpisane na mapie (jeśli ta została zamieszczona), - kolumna trzecia – miejsce zajęte przez daną drużynę w poprzednim sezonie. |                                  |    |

### Grupa 4
Grupę 4 tworzy 10 klubów siatkarskich z województw: woj. lubelskiego, woj. pomorskiego, woj. mazowieckiego, woj. podlaskiego, woj. warmińsko-mazurskiego.
| | Uczestnicy poprzedniej edycji        |    |
| --- | ------------------------------------ | -- |
| HAJ | SKS Hajnówka                         | 2  |
| MIE | KS MOSiR Huragan Międzyrzec Podlaski | 3  |
| OLS | AZS UWM Olsztyn II                   | 5  |
| WOL | MOS Wola Warszawa                    | 6  |
| AUG | UKS Centrum Augustów                 | 7  |
| MŁA | KS Zawkrze Mława                     | 10 |
| | Awans z III ligi                     |    |
| WOŁ | Huragan Wołomin                      |    |
| STO | GKS Stoczniowiec Gdańsk              |    |
| UWW | Czołg AZS UW Warszawa                |    |
| WIL | KS Wicher Wilkasy                    |    |
| Oznaczenia: - kolumna pierwsza – skróty nazw drużyn wpisane na mapie (jeśli ta została zamieszczona), - kolumna trzecia – miejsce zajęte przez daną drużynę w poprzednim sezonie. |                                      |    |

### Grupa 5
Grupę 5 tworzy 9 klubów siatkarskich z województw: woj. opolskiego, woj. śląskiego.
| | Uczestnicy poprzedniej edycji                  |    |
| --- | ---------------------------------------------- | -- |
| GŁU | Juvenia Wakmet Głuchołazy                      | 3  |
| RAC | KS AZS Rafako Racibórz                         | 4  |
| OPO | AZS Politechnika Opolska Cementownia Odra S.A. | 9  |
| RYB | TS Volley Rybnik                               | 10 |
| | Awans z III ligi                               |    |
| ZAW | Aluron Warta Zawiercie                         |    |
| KAT | Czarni Katowice                                |    |
| STO | UKS Strzelce Opolskie                          |    |
| JAS | AT Jastrzębski Węgiel                          |    |
| CZD | MTS Winner Czechowice-Dziedzice                |    |
| Oznaczenia: - kolumna pierwsza – skróty nazw drużyn wpisane na mapie (jeśli ta została zamieszczona), - kolumna trzecia – miejsce zajęte przez daną drużynę w poprzednim sezonie. |                                                |    |

### Grupa 6
Grupę 6 tworzy 9 klubów siatkarskich z województw: woj. lubelskiego, woj. małopolskiego, woj. podkarpackiego, woj. świętokrzyskiego, woj. śląskiego.
| | Uczestnicy poprzedniej edycji |    |
| --- | ----------------------------- | -- |
| STR | MKS Wisłok Strzyżów           | 3  |
| KRO | PWSZ Karpaty MOSiR KHS Krosno | 4  |
| SKA | STS Skarżysko-Kamienna        | 5  |
| ROP | KS Błękitni Ropczyce          | 6  |
| BOC | Contimax MOSIR Bochnia        | 7  |
| | Spadek z I ligi               |    |
| ENE | MCKiS Energetyk Jaworzno      | 12 |
| | Awans z III ligi              |    |
| KRA | Hutnik Dobry Wynik Kraków     |    |
| AND | MKS Andrychów                 |    |
| SAN | TSV Mansard Sanok             |    |
| Oznaczenia: - kolumna pierwsza – skróty nazw drużyn wpisane na mapie (jeśli ta została zamieszczona), - kolumna trzecia – miejsce zajęte przez daną drużynę w poprzednim sezonie. |                               |    |

## Grupa 1
| Lp. | Drużyna                                  |
| --- | ---------------------------------------- |
| 1   | Olimpia Sulęcin                          |
| 2   | Morze Bałtyk Szczecin                    |
| 3   | Rajbud Meprozet GTPS Gorzów Wielkopolski |
| 4   | AZS UAM Poznań                           |
| 5   | LUKS Wilki Wilczyn                       |
| 6   | Orzeł Międzyrzecz                        |
| 7   | Orion Sulechów                           |
| 8   | LO MS Świnoujście                        |

     awans do turnieju półfinałowego
     spadek do III ligi

## Grupa 2
| Lp. | Drużyna                    |
| --- | -------------------------- |
| 1   | Victoria Wałbrzych         |
| 2   | Gwardia Wrocław            |
| 3   | Astra Nowa Sól             |
| 4   | AZS UZ Zielona Góra        |
| 5   | SPS Chrobry Głogów         |
| 6   | Sobieski Arena Żagań       |
| 7   | MKS Olavia Oława           |
| 8   | Bielawianka Bester Bielawa |

     awans do turnieju półfinałowego
     spadek do III ligi

## Grupa 3
| Lp. | Drużyna                          |
| --- | -------------------------------- |
| 1   | SMS PZPS Spała                   |
| 2   | LKS Caro Rzeczyca                |
| 3   | Czarni Wirex Rząśnia             |
| 4   | MKS Kalisz                       |
| 5   | Exact Systems Norwid Częstochowa |
| 6   | MKS Bzura Ozorków                |
| 7   | Lechia Tomaszów Mazowiecki       |
| 8   | AKS UŁ Łódź                      |
| 9   | SL Salos Ostrów Wielkopolski     |

     awans do turnieju półfinałowego
     spadek do III ligi

## Grupa 4
| Lp. | Drużyna                     |
| --- | --------------------------- |
| 1   | MOS Wola Warszawa           |
| 2   | SKS Hajnówka                |
| 3   | Huragan Wołomin             |
| 4   | Centrum Augustów            |
| 5   | GKS Stoczniowiec Gdańsk     |
| 6   | AZS UWM II Olsztyn          |
| 7   | Huragan Międzyrzec Podlaski |
| 8   | Czołg AZS UW Warszawa       |
| 9   | Wicher Wilkasy              |
| 10  | Zawkrze Mława               |

     awans do turnieju półfinałowego
     spadek do III ligi

## Grupa 5
| Lp. | Drużyna                                         |
| --- | ----------------------------------------------- |
| 1   | Aluron Warta Zawiercie                          |
| 2   | Volley Rybnik                                   |
| 3   | Czarni Katowice                                 |
| 4   | AZS Politechnika Opolska Cementownia Odra Opole |
| 5   | UKS Strzelce Opolskie                           |
| 6   | Akademia Talentów Jastrzębski Węgiel II         |
| 7   | Winner Czechowice-Dziedzice                     |
| 8   | Juvenia Wakmet Głuchołazy                       |
| 9   | AZS Rafako Racibórz                             |

     awans do turnieju półfinałowego
     spadek do III ligi

## Grupa 6
| Lp. | Drużyna                   |
| --- | ------------------------- |
| 1   | Karpaty MOSiR KHS Krosno  |
| 2   | Błękitni Ropczyce         |
| 3   | Hutnik Dobry Wynik Kraków |
| 4   | MKS Wisłok Strzyżów       |
| 5   | MCKiS Energetyk Jaworzno  |
| 6   | Contimax MOSiR Bochnia    |
| 7   | MKS Andrychów             |
| 8   | TSV Mansard Sanok         |
| 9   | STS Skarżysko-Kamienna    |

     awans do turnieju półfinałowego
     spadek do III ligi

## Turnieje półfinałowe

### Grupa 1 (Wałbrzych)
Terminarz i wyniki 
| Data       | Drużyna 1             | Wynik | Drużyna 2             | Sety                              |
| ---------- | --------------------- | ----- | --------------------- | --------------------------------- |
| 02.05.2014 | Olimpia Sulęcin       | 1:3   | Gwardia Wrocław       | 29:31, 18:25, 27:25, 23:25        |
| 02.05.2014 | Morze Bałtyk Szczecin | 0:3   | Victoria Wałbrzych    | 21:25, 20:25, 16:25               |
|            |                       |       |                       |                                   |
| 03.05.2014 | Gwardia Wrocław       | 0:3   | Victoria Wałbrzych    | 17:25, 14:25, 20:25               |
| 03.05.2014 | Olimpia Sulęcin       | 2:3   | Morze Bałtyk Szczecin | 21:25, 18:25, 25:20, 25:20, 7:15  |
|            |                       |       |                       |                                   |
| 04.05.2014 | Morze Bałtyk Szczecin | 3:0   | Gwardia Wrocław       | 25:23, 25:21, 25:22               |
| 04.05.2014 | Victoria Wałbrzych    | 3:2   | Olimpia Sulęcin       | 25:23, 25:19, 23:25, 19:25, 15:13 |

 Tabela 
| Lp. | Drużyna               | Pkt | Mecze | Mecze | Mecze | Rodzaj wyniku | Rodzaj wyniku | Rodzaj wyniku | Rodzaj wyniku | Rodzaj wyniku | Rodzaj wyniku | Sety | Sety | Sety  | Małe punkty | Małe punkty | Małe punkty |
| Lp. | Drużyna               | Pkt | M     | W     | P     | 3:0           | 3:1           | 3:2           | 2:3           | 1:3           | 0:3           | wyg. | prz. | stos. | zdob.       | str.        | stos.       |
| --- | --------------------- | --- | ----- | ----- | ----- | ------------- | ------------- | ------------- | ------------- | ------------- | ------------- | ---- | ---- | ----- | ----------- | ----------- | ----------- |
| 1   | Victoria Wałbrzych    | 6   | 3     | 3     | 0     | 2             | 0             | 1             | 0             | 0             | 0             | 9    | 2    | 4.5   | 257         | 213         | 1.21        |
| 2   | Morze Bałtyk Szczecin | 5   | 3     | 2     | 1     | 1             | 0             | 1             | 0             | 0             | 1             | 6    | 5    | 1.2   | 237         | 237         | 1           |
| 3   | Gwardia Wrocław       | 4   | 3     | 1     | 2     | 0             | 1             | 0             | 0             | 0             | 2             | 3    | 7    | 0.43  | 223         | 247         | 0.9         |
| 4   | STS Olimpia Sulęcin   | 3   | 3     | 0     | 3     | 0             | 0             | 0             | 2             | 1             | 0             | 5    | 9    | 0.56  | 298         | 318         | 0.94        |

Źródło: inf. własna
Punktacja: zwycięstwo – 2 pkt; porażka – 1 pkt
Zasady ustalania kolejności: 1. liczba punktów; 2. stosunek setów; 3. stosunek małych punktów; 4. bilans w bezpośrednich meczach
     awans do turnieju finałowego

### Grupa 2 (Spała)
Terminarz i wyniki 
| Data       | Drużyna 1         | Wynik | Drużyna 2         | Sety                       |
| ---------- | ----------------- | ----- | ----------------- | -------------------------- |
| 02.05.2014 | SMS PZPS Spała    | 3:1   | SKS Hajnówka      | 27:29, 25:17, 25:15, 25:23 |
| 02.05.2014 | Caro Rzeczyca     | 3:0   | MOS Wola Warszawa | 25:23, 25:17, 25:20        |
|            |                   |       |                   |                            |
| 03.05.2014 | SKS Hajnówka      | 3:1   | MOS Wola Warszawa | 20:25, 25:23, 25:23, 25:18 |
| 03.05.2014 | SMS PZPS Spała    | 3:0   | Caro Rzeczyca     | 25:19, 25:19, 25:15        |
|            |                   |       |                   |                            |
| 04.05.2014 | Caro Rzeczyca     | 3:1   | SKS Hajnówka      | 25:23, 24:26, 29:27, 25:19 |
| 04.05.2014 | MOS Wola Warszawa | 1:3   | SMS PZPS Spała    | 25:23, 20:25, 20:25, 17:25 |

 Tabela 
| Lp. | Drużyna           | Pkt | Mecze | Mecze | Mecze | Rodzaj wyniku | Rodzaj wyniku | Rodzaj wyniku | Rodzaj wyniku | Rodzaj wyniku | Rodzaj wyniku | Sety | Sety | Sety  | Małe punkty | Małe punkty | Małe punkty |
| Lp. | Drużyna           | Pkt | M     | W     | P     | 3:0           | 3:1           | 3:2           | 2:3           | 1:3           | 0:3           | wyg. | prz. | stos. | zdob.       | str.        | stos.       |
| --- | ----------------- | --- | ----- | ----- | ----- | ------------- | ------------- | ------------- | ------------- | ------------- | ------------- | ---- | ---- | ----- | ----------- | ----------- | ----------- |
| 1   | SMS PZPS Spała    | 6   | 3     | 3     | 0     | 1             | 2             | 0             | 0             | 0             | 0             | 9    | 2    | 4.5   | 275         | 219         | 1.26        |
| 2   | Caro Rzeczyca     | 5   | 3     | 2     | 1     | 1             | 1             | 0             | 0             | 0             | 1             | 6    | 4    | 1.5   | 231         | 230         | 1           |
| 3   | SKS Hajnówka      | 4   | 3     | 1     | 2     | 0             | 1             | 0             | 0             | 2             | 0             | 5    | 7    | 0.71  | 274         | 294         | 0.93        |
| 4   | MOS Wola Warszawa | 3   | 3     | 0     | 3     | 0             | 0             | 0             | 0             | 2             | 1             | 2    | 9    | 0.22  | 231         | 268         | 0.86        |

Źródło: inf. własna
Punktacja: zwycięstwo – 2 pkt; porażka – 1 pkt
Zasady ustalania kolejności: 1. liczba punktów; 2. stosunek setów; 3. stosunek małych punktów; 4. bilans w bezpośrednich meczach
     awans do turnieju finałowego

### Grupa 3 (Ropczyce)
Terminarz i wyniki 
| Data       | Drużyna 1         | Wynik | Drużyna 2         | Sety                             |
| ---------- | ----------------- | ----- | ----------------- | -------------------------------- |
| 02.05.2014 | Warta Zawiercie   | 3:0   | Błękitni Ropczyce | 25:14, 25:21, 25:22              |
| 02.05.2014 | Volley Rybnik     | 2:3   | Karpaty Krosno    | 25:20, 25:18, 21:25, 23:25, 9:15 |
|            |                   |       |                   |                                  |
| 03.05.2014 | Błękitni Ropczyce | 3:1   | Karpaty Krosno    | 25:22, 27:25, 19:25, 25:22       |
| 03.05.2014 | Warta Zawiercie   | 3:0   | Volley Rybnik     | 25:23, 25:21, 25:16              |
|            |                   |       |                   |                                  |
| 04.05.2014 | Volley Rybnik     | 2:3   | Błękitni Ropczyce | 25:21, 25:23, 21:25, 26:28, 8:15 |
| 04.05.2014 | Karpaty Krosno    | 3:1   | Warta Zawiercie   | 25:23, 25:16, 17:25, 25:21       |

 Tabela 
| Lp. | Drużyna                | Pkt | Mecze | Mecze | Mecze | Rodzaj wyniku | Rodzaj wyniku | Rodzaj wyniku | Rodzaj wyniku | Rodzaj wyniku | Rodzaj wyniku | Sety | Sety | Sety  | Małe punkty | Małe punkty | Małe punkty |
| Lp. | Drużyna                | Pkt | M     | W     | P     | 3:0           | 3:1           | 3:2           | 2:3           | 1:3           | 0:3           | wyg. | prz. | stos. | zdob.       | str.        | stos.       |
| --- | ---------------------- | --- | ----- | ----- | ----- | ------------- | ------------- | ------------- | ------------- | ------------- | ------------- | ---- | ---- | ----- | ----------- | ----------- | ----------- |
| 1   | Aluron Warta Zawiercie | 5   | 3     | 2     | 1     | 2             | 0             | 0             | 0             | 1             | 0             | 7    | 3    | 2.33  | 235         | 209         | 1.12        |
| 2   | PWSZ Karpaty Krosno    | 5   | 3     | 2     | 1     | 0             | 1             | 1             | 0             | 1             | 0             | 7    | 6    | 1.17  | 289         | 284         | 1.02        |
| 3   | Błękitni Ropczyce      | 5   | 3     | 2     | 1     | 0             | 1             | 1             | 0             | 0             | 1             | 6    | 6    | 1     | 265         | 274         | 0.97        |
| 4   | Volley Rybnik          | 3   | 3     | 0     | 3     | 0             | 0             | 0             | 2             | 0             | 1             | 4    | 9    | 0.44  | 268         | 290         | 0.92        |

Źródło: inf. własna
Punktacja: zwycięstwo – 2 pkt; porażka – 1 pkt
Zasady ustalania kolejności: 1. liczba punktów; 2. stosunek setów; 3. stosunek małych punktów; 4. bilans w bezpośrednich meczach
     awans do turnieju finałowego

## Turniej finałowy (Rzeczyca)

### Grupa A
Terminarz i wyniki 
| Data       | Drużyna 1             | Wynik | Drużyna 2             | Sety                       |
| ---------- | --------------------- | ----- | --------------------- | -------------------------- |
| 15.05.2014 | Morze Bałtyk Szczecin | 0:3   | Karpaty Krosno        | 22:25, 24:26, 16:25        |
| 16.05.2014 | Karpaty Krosno        | 1:3   | SMS PZPS Spała        | 20:25, 25:27, 25:19, 16:25 |
| 17.05.2014 | SMS PZPS Spała        | 3:0   | Morze Bałtyk Szczecin | 25:16, 25:22, 25:18        |

 Tabela 
| Lp. | Drużyna               | Pkt | Mecze | Mecze | Mecze | Rodzaj wyniku | Rodzaj wyniku | Rodzaj wyniku | Rodzaj wyniku | Rodzaj wyniku | Rodzaj wyniku | Sety | Sety | Sety  | Małe punkty | Małe punkty | Małe punkty |
| Lp. | Drużyna               | Pkt | M     | W     | P     | 3:0           | 3:1           | 3:2           | 2:3           | 1:3           | 0:3           | wyg. | prz. | stos. | zdob.       | str.        | stos.       |
| --- | --------------------- | --- | ----- | ----- | ----- | ------------- | ------------- | ------------- | ------------- | ------------- | ------------- | ---- | ---- | ----- | ----------- | ----------- | ----------- |
| 1   | SMS PZPS Spała        | 4   | 2     | 2     | 0     | 1             | 1             | 0             | 0             | 0             | 0             | 6    | 1    | 6     | 171         | 142         | 1.2         |
| 2   | PWSZ Karpaty Krosno   | 3   | 2     | 1     | 1     | 1             | 0             | 0             | 0             | 1             | 0             | 4    | 3    | 1.33  | 162         | 158         | 1.03        |
| 3   | Morze Bałtyk Szczecin | 2   | 2     | 0     | 2     | 0             | 0             | 0             | 0             | 0             | 2             | 0    | 6    | 0     | 118         | 151         | 0.78        |

Źródło: inf. własna
Punktacja: zwycięstwo – 2 pkt; porażka – 1 pkt
Zasady ustalania kolejności: 1. liczba punktów; 2. stosunek setów; 3. stosunek małych punktów; 4. bilans w bezpośrednich meczach
     awans do finałów

### Grupa B
Terminarz i wyniki 
| Data       | Drużyna 1          | Wynik | Drużyna 2          | Sety                              |
| ---------- | ------------------ | ----- | ------------------ | --------------------------------- |
| 15.05.2014 | Warta Zawiercie    | 3:0   | Caro Rzeczyca      | 28:26, 25:17, 25:20               |
| 16.05.2014 | Caro Rzeczyca      | 1:3   | Victoria Wałbrzych | 19:25, 25:23, 24:26, 20:25        |
| 17.05.2014 | Victoria Wałbrzych | 2:3   | Warta Zawiercie    | 25:21, 25:19, 15:25, 23:25, 10:15 |

 Tabela 
| Lp. | Drużyna                | Pkt | Mecze | Mecze | Mecze | Rodzaj wyniku | Rodzaj wyniku | Rodzaj wyniku | Rodzaj wyniku | Rodzaj wyniku | Rodzaj wyniku | Sety | Sety | Sety  | Małe punkty | Małe punkty | Małe punkty |
| Lp. | Drużyna                | Pkt | M     | W     | P     | 3:0           | 3:1           | 3:2           | 2:3           | 1:3           | 0:3           | wyg. | prz. | stos. | zdob.       | str.        | stos.       |
| --- | ---------------------- | --- | ----- | ----- | ----- | ------------- | ------------- | ------------- | ------------- | ------------- | ------------- | ---- | ---- | ----- | ----------- | ----------- | ----------- |
| 1   | Aluron Warta Zawiercie | 4   | 2     | 2     | 0     | 1             | 0             | 1             | 0             | 0             | 0             | 6    | 2    | 3     | 183         | 161         | 1.14        |
| 2   | Victoria Wałbrzych     | 3   | 2     | 1     | 1     | 0             | 1             | 0             | 1             | 0             | 0             | 5    | 4    | 1.25  | 197         | 193         | 1.02        |
| 3   | Caro Rzeczyca          | 2   | 2     | 0     | 2     | 0             | 0             | 0             | 0             | 1             | 1             | 1    | 6    | 0.17  | 151         | 177         | 0.85        |

Źródło: inf. własna
Punktacja: zwycięstwo – 2 pkt; porażka – 1 pkt
Zasady ustalania kolejności: 1. liczba punktów; 2. stosunek setów; 3. stosunek małych punktów; 4. bilans w bezpośrednich meczach
     awans do finałów

### Finały
| Data       | Drużyna 1       | Wynik | Drużyna 2          | Sety                              |
| ---------- | --------------- | ----- | ------------------ | --------------------------------- |
| 18.05.2014 | SMS PZPS Spała  | 3:2   | Victoria Wałbrzych | 25:20, 25:11, 19:25, 20:25, 17:15 |
|            |                 |       |                    |                                   |
| 18.05.2014 | Warta Zawiercie | 3:1   | Karpaty Krosno     | 25:19, 25:16, 21:25, 25:23        |

## Klasyfikacja końcowa o awans do I ligi[1]
| Lp. | Drużyna                |
| --- | ---------------------- |
| 1   | SMS PZPS Spała         |
| 1   | Aluron Warta Zawiercie |
| 3   | PWSZ Karpaty Krosno    |
| 3   | Victoria Wałbrzych     |
| 5   | LKS Caro Rzeczyca      |
| 5   | Morze Bałtyk Szczecin  |

     Awans do I ligi